# Renai gikyoku: Watashi to koi ni ochitekudasai
Renai gikyoku: Watashi to koi ni ochitekudasai (恋愛戯曲～私と恋におちてください。?), noto semplicemente come Renai gikyoku, è un film del 2010 diretto e scritto da Shoji Kokami, con la collaborazione di Masaki Hamamoto.

## Trama
Mayumi Taniyama è una sceneggiatrice televisiva di grande fama, che tuttavia si ritrova a soffrire del blocco dello scrittore; quando il produttore Masaya Mukai si mostra pronto a tutto per avere una sceneggiatura scritta da lei, la giovane lo mette di fronte a un aut aut: l'unica condizione per farla scrivere di nuovo sarà darle un'ispirazione proveniente dal mondo reale, e più precisamente che Masaya riesca a conquistarla sentimentalmente. Seppur riluttante e temendo di perdere il proprio lavoro, Masaya si ritrova costretto ad accettare la bizzarra proposta.

## Distribuzione
In Giappone la pellicola ha goduto di una distribuzione a livello nazionale, a cura della Showgate, a partire dal 25 settembre 2010.